# Parahiracia sinensis
Parahiracia sinensis är en insektsart som beskrevs av Ouchi 1940. Parahiracia sinensis ingår i släktet Parahiracia och familjen Tropiduchidae. Inga underarter finns listade i Catalogue of Life.